# Коста-Рика на летних Олимпийских играх 2012
Коста-Рика на летних Олимпийских играх 2012 была представлена 11 спортсменами в шести видах спорта.

## Результаты соревнований

### Велоспорт

#### Шоссейный велоспорт
Мужчины
| Соревнование    | Спортсмены | Время | Место |
| --------------- | ---------- | ----- | ----- |
| групповая гонка |            |       |       |

#### Маунтинбайк
Мужчины
| Соревнование | Спортсмены | Результат | Отставание | Место |
| ------------ | ---------- | --------- | ---------- | ----- |
| Маунтинбайк  |            |           |            |       |

### Дзюдо
Мужчины
| Соревнование | Спортсмен     | Предварительный раунд | 1/32               | 1/16               | Четвертьфиналы     | Полуфиналы         | Финал              | Первый утешительный раунд | Утешительный четвертьфинал | Утешительный полуфинал | За 3 место Финал   |
| Соревнование | Спортсмен     | Соперник Результат    | Соперник Результат | Соперник Результат | Соперник Результат | Соперник Результат | Соперник Результат | Соперник Результат        | Соперник Результат         | Соперник Результат     | Соперник Результат |
| ------------ | ------------- | --------------------- | ------------------ | ------------------ | ------------------ | ------------------ | ------------------ | ------------------------- | -------------------------- | ---------------------- | ------------------ |
| до 73 кг     | Осман Мурильо |                       |                    |                    |                    |                    |                    |                           |                            |                        |                    |

### Лёгкая атлетика
Мужчины
| Дисциплина | Спортсмен | Предварительный раунд | Предварительный раунд | Четвертьфиналы | Четвертьфиналы | Полуфиналы | Полуфиналы | Финал     | Финал |
| Дисциплина | Спортсмен | Результат             | Место                 | Результат      | Место          | Результат  | Место      | Результат | Место |
| ---------- | --------- | --------------------- | --------------------- | -------------- | -------------- | ---------- | ---------- | --------- | ----- |
| 200 м      |           |                       |                       |                |                |            |            |           |       |
| 400 м      |           |                       |                       |                |                |            |            |           |       |
| марафон    |           |                       |                       |                |                |            |            |           |       |

Женщины
| Дисциплина | Спортсменка | Предварительный раунд | Предварительный раунд | Четвертьфиналы | Четвертьфиналы | Полуфиналы | Полуфиналы | Финал     | Финал |
| Дисциплина | Спортсменка | Результат             | Место                 | Результат      | Место          | Результат  | Место      | Результат | Место |
| ---------- | ----------- | --------------------- | --------------------- | -------------- | -------------- | ---------- | ---------- | --------- | ----- |
| 400 м с/б  |             |                       |                       |                |                |            |            |           |       |
| марафон    |             |                       |                       |                |                |            |            |           |       |

### Тхэквондо
Мужчины
| Соревнование | Спортсмен     | Турнир       | 1/8 финала         | Четвертьфинал      | Полуфинал          | Финал              |
| Соревнование | Спортсмен     | Турнир       | Соперник Результат | Соперник Результат | Соперник Результат | Соперник Результат |
| ------------ | ------------- | ------------ | ------------------ | ------------------ | ------------------ | ------------------ |
| до 58 кг     | Хейнер Овьедо | За 1-е место |                    |                    |                    |                    |
| до 58 кг     | Хейнер Овьедо | За 3-е место |                    |                    |                    |                    |

### Триатлон
Мужчины
| Соревнование      | Спортсмен | Плавание | Велоспорт | Бег | Итоговое время | Место | Отставание |
| ----------------- | --------- | -------- | --------- | --- | -------------- | ----- | ---------- |
| личное первенство |           |          |           |     |                |       |            |